# Salamerta
Salamerta este un sat din Indonezia. Are o populație de 3.869 locuitori.